# Lanz (Brandemburgo)
Lanz é um município da Alemanha, situado no distrito de Prignitz, no estado de Brandemburgo. Tem 59,99 km² de área, e sua população em 2019 foi estimada em 717 habitantes.